# Karlsruhe
Karlsruhe là thành phố lớn thứ 3 tại bang Baden-Württemberg, nước Đức, xếp sau thủ phủ Stuttgart và Mannheim. Dân số của thành phố vào cuối năm 2020 là 308.436 người, và là thành phố đông dân thứ 21 của Đức. Phía tây thành phố tiếp giáp với sông Rhine, và bang Rheinland-Pfalz. Thành phố nằm ở biên giới với Pháp.
Từ năm 1950 trụ sở chính của tòa Thượng thẩm Liên Bang được đặt tại thành phố Karlsruhe. Một năm sau, 1951, Tòa án Hiến pháp Liên Bang cũng được đặt trụ sở chính tại đây. Nhiều cơ quan hành chính cũng như cơ sở nghiên cứu quan trọng được đặt tại đây. Trong số 9 trường Đại học tại thành phố thì Viện Công nghệ Karlsruhe (Karlsruher Institut für Technologie) là trường lâu đời và có quy mô lớn nhất.

## Địa lý

### Vị trí
Phía tây của thành phố là con sông Rhine, một trong những tuyến đường sông quan trọng nhất thế giới. Khoảng cách từ trung tâm thành phố đến sông Rhine là khoản 7,5 Km. Tổng diện tích của thành phố là 173,46 km², đứng thứ 30 về diện tích trong các thành phố ở Đức.
Thành phố nằm ở Vĩ tuyến 49 Bắc, chung vĩ độ với thành phố Vancouver (Canada) và Paris (Pháp).

### Khí hậu
Với nhiệt độ trung bình trong năm 11,0 °C, Karlsruhe là một trong những thành phố ấm áp nhất nước Đức. Mùa đông ở đây thường dễ chịu. Số ngày có nhiệt độ dưới 0 °C trung bình hằng năm là 17,1 ngày.

### Các khu bảo tồn
Trong thành phố Karlsruhe có tất cả tám khu bảo tồn thiên nhiên với tổng diện tích là 710 Hecta, chủ yếu nằm ở gần sông Rhine.

## Lịch sử
Quận Knielingen, quận lâu đời nhất của Karlsruhe, được nhắc đến trên văn bản lần đầu tiên vào năm 786. Sau đó các quận khác như Durlach, Mühlburg, Neureut được thành lập.
Vào thế kỷ thứ XVIII Bá tước Karl Wilhelm, người cai trị vùng Baden-Durlach, quyết định xây dựng một thành phố mới có tên gọi là Karlsruhe. Ông đã yêu cầu những người thiết kế tạo nên một thành phố với điểm nhấn ở trung tâm là Cung điện Karlsruhe. Do đó tất cả những con đường ở trung tâm thành phố Karlsruhe khi đó đều được thiết kế theo hình nan quạt và hướng về phía Cung điện. Từ năm 1718 Karlsruhe trở thành thủ phủ của vùng Baden-Durlach, nơi Bá tước Karl Wilhelm cai trị.
Từ năm 1771 sau khi 2 vùng lãnh thổ Baden-Durlach và Baden-Baden được sáp nhập làm một thành vùng Baden thì Karlsruhe vẫn được chọn làm nơi cư ngụ của các Đại Công tước xứ Baden.
Vào năm 1901 lần đầu tiên dân số của thành phố vượt qua cột móc 100.000 và chính thức được xem là thành phố lớn của Đức. Theo thời gian một số vùng phụ cận cũng được sáp nhập vào thành phố.
Trong thời kỳ Chiến tranh Thế giới thứ hai, theo ghi nhận, từ năm 1940-1945 thành phố bị đánh bom và tấn công bởi quân đồng minh tổng cộng 135 lượt. Ít nhất có 12 ngàn tấn bom đã được ném xuống thành phố làm 1754 người thiệt mạng cũng như 3508 người bị thương.
Vào năm 2014 lần đầu tiên thành phố có hơn 300.00 cư dân.

## Chính trị
Đại thị trưởng của thành phố từ ngày 1 tháng 3 năm 2013 là ông Frank Mentrup (thuộc đảng Dân chủ Xã hội Đức). Đây là lần đầu tiên sau 42 năm đảng Liên minh Dân chủ Thiên chúa giáo Đức mất quyền lãnh đạo tại Karlsruhe.

## Giáo dục
Vào học kỳ mùa đông 2013/2014 có tổng cộng 41.800 sinh viên đang theo học ở 7 trường Đại học công lập và 2 trường Đại học tư thục tại Karlsruhe. Ngoài ra thành phố còn có 20 trường Tiểu học, cùng hơn 30 trường Trung học.

## Thư viện hình ảnh

Karlsruhe
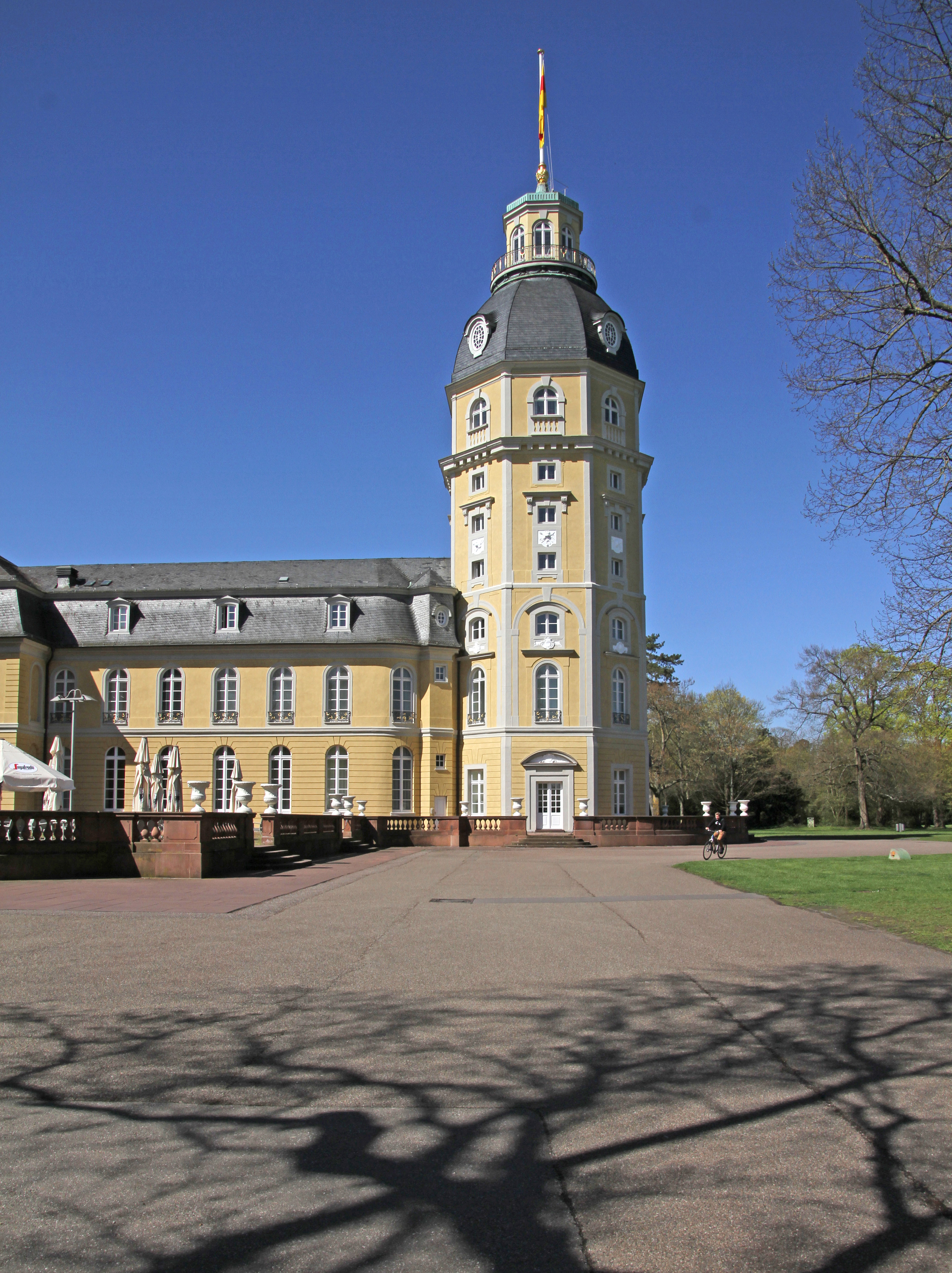
Lâu đài Kalsruhe
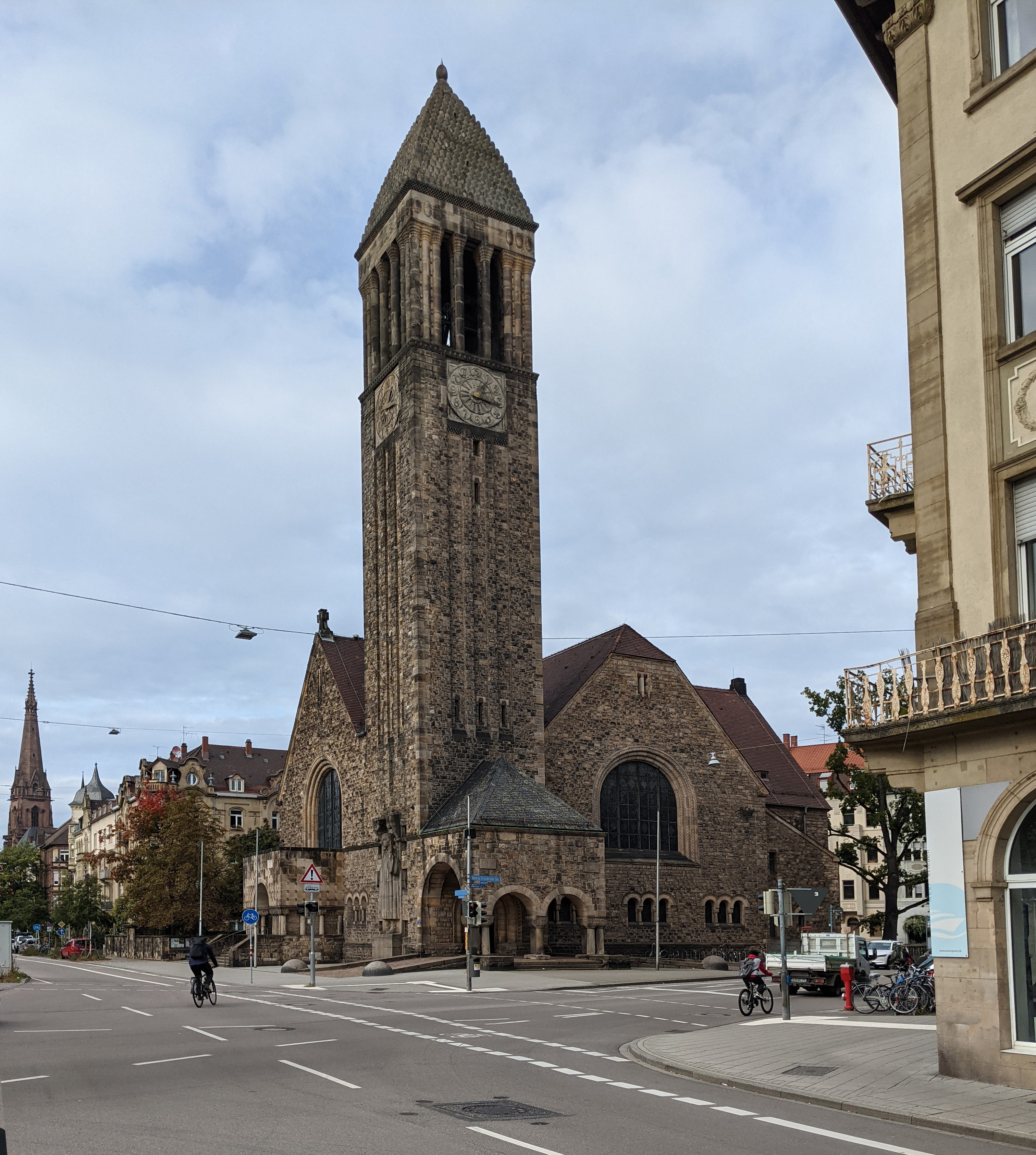
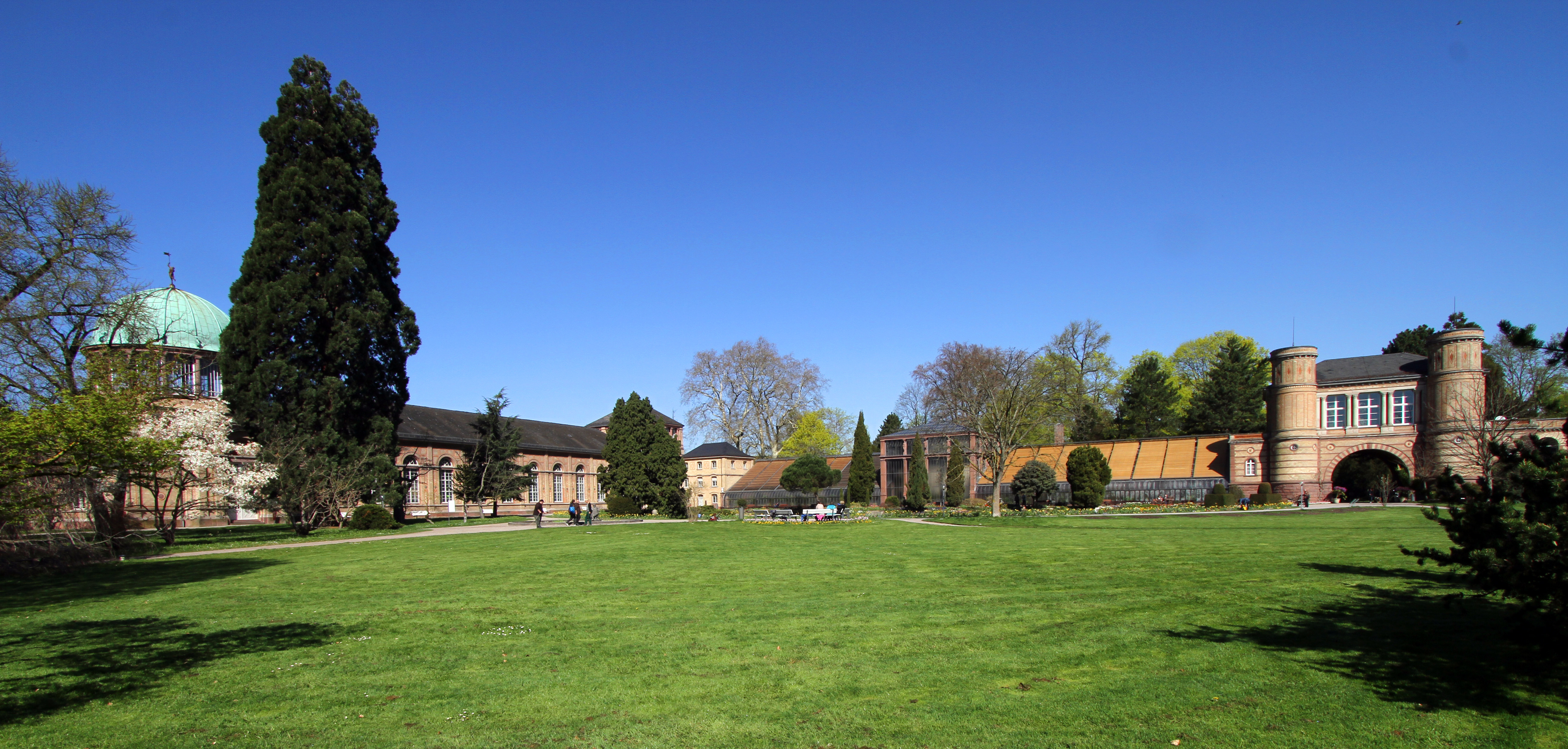
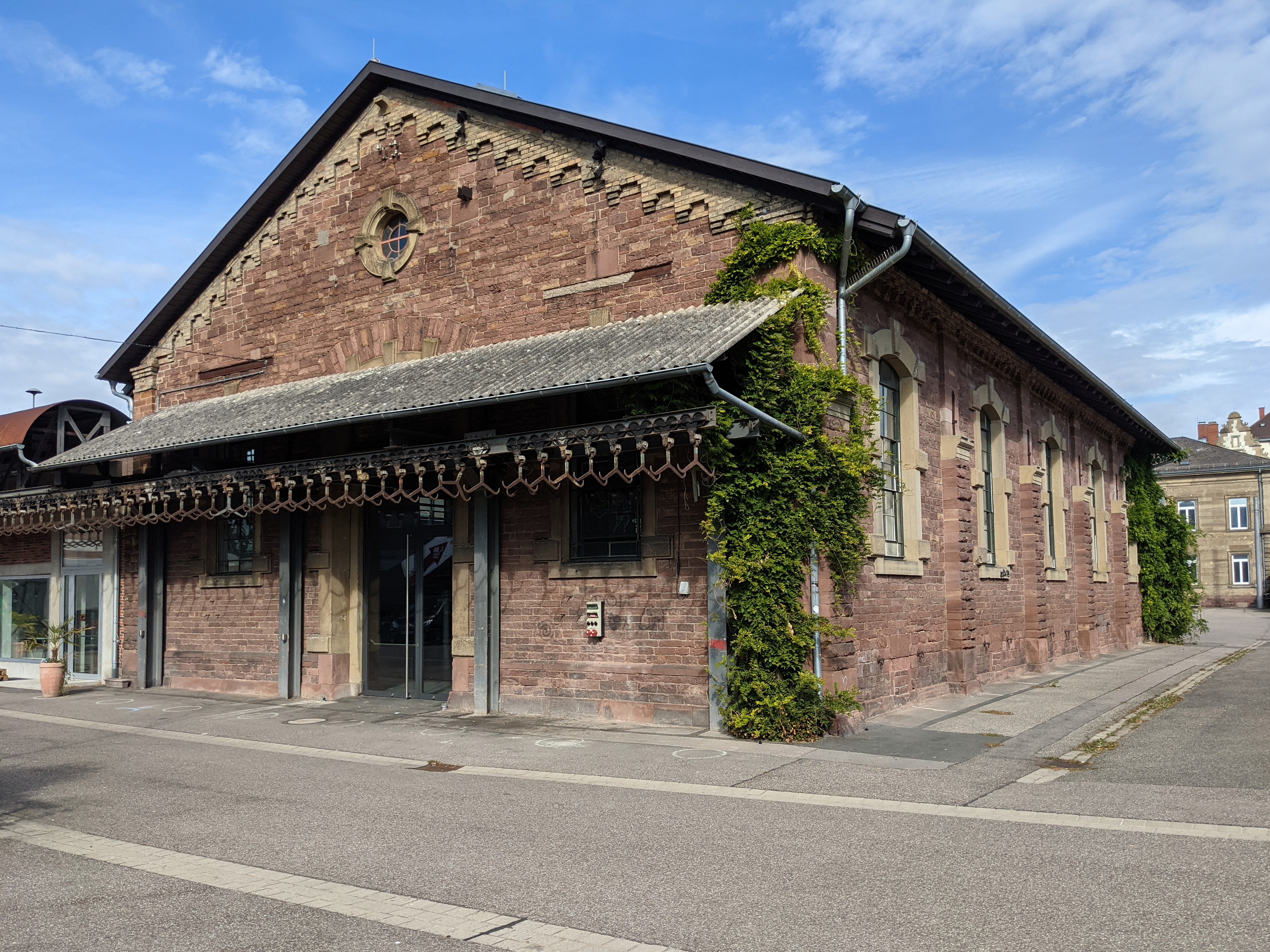
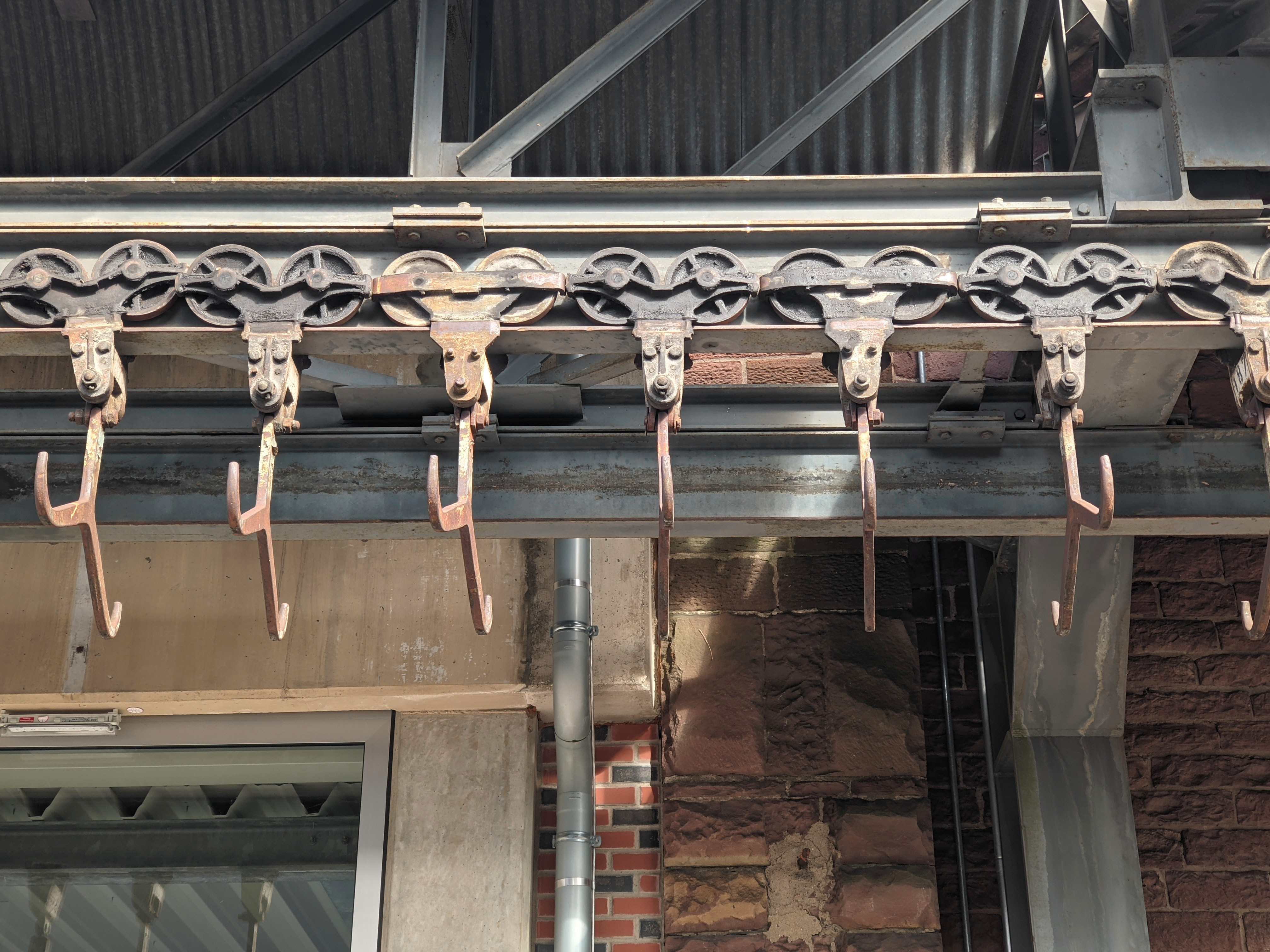
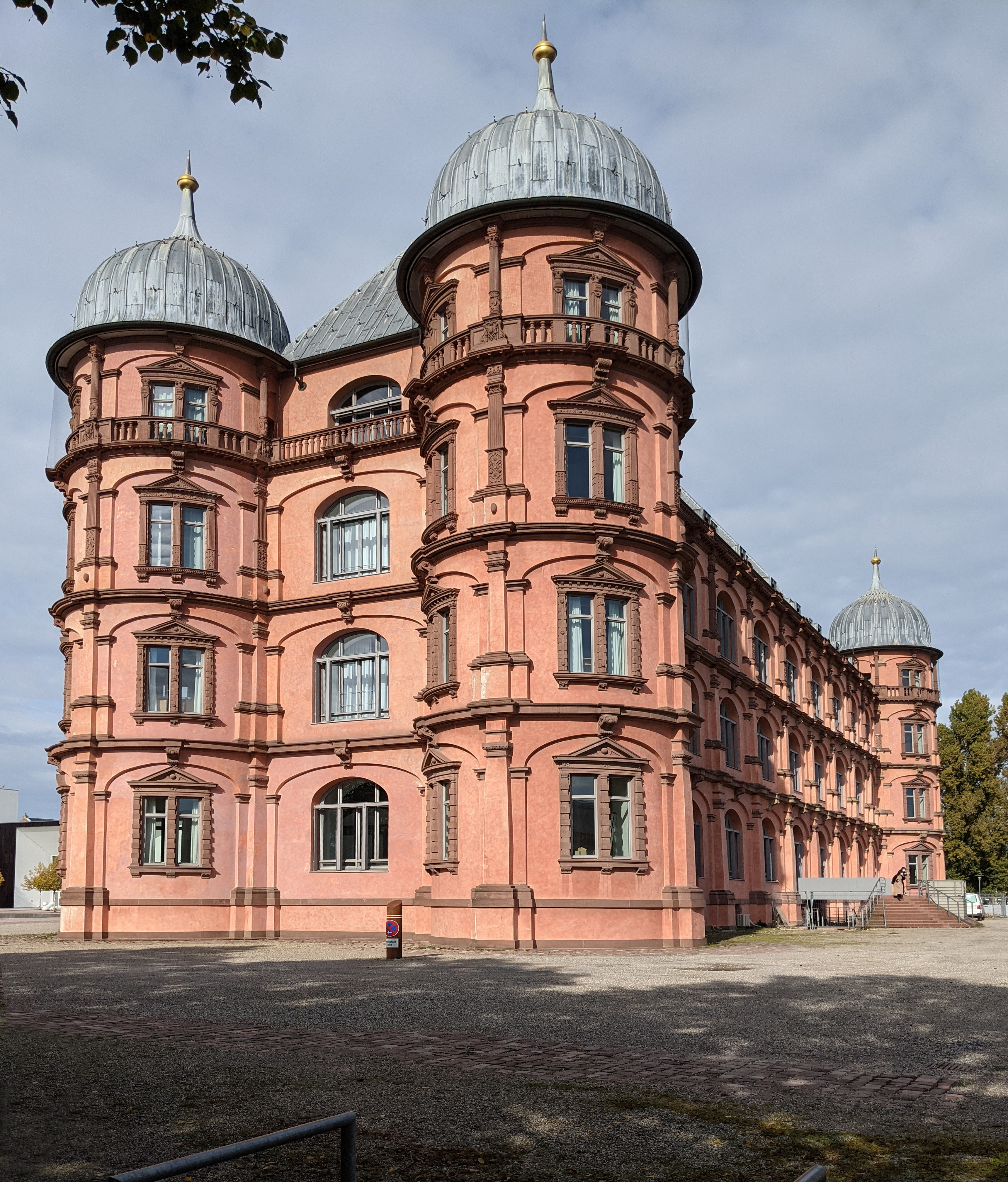
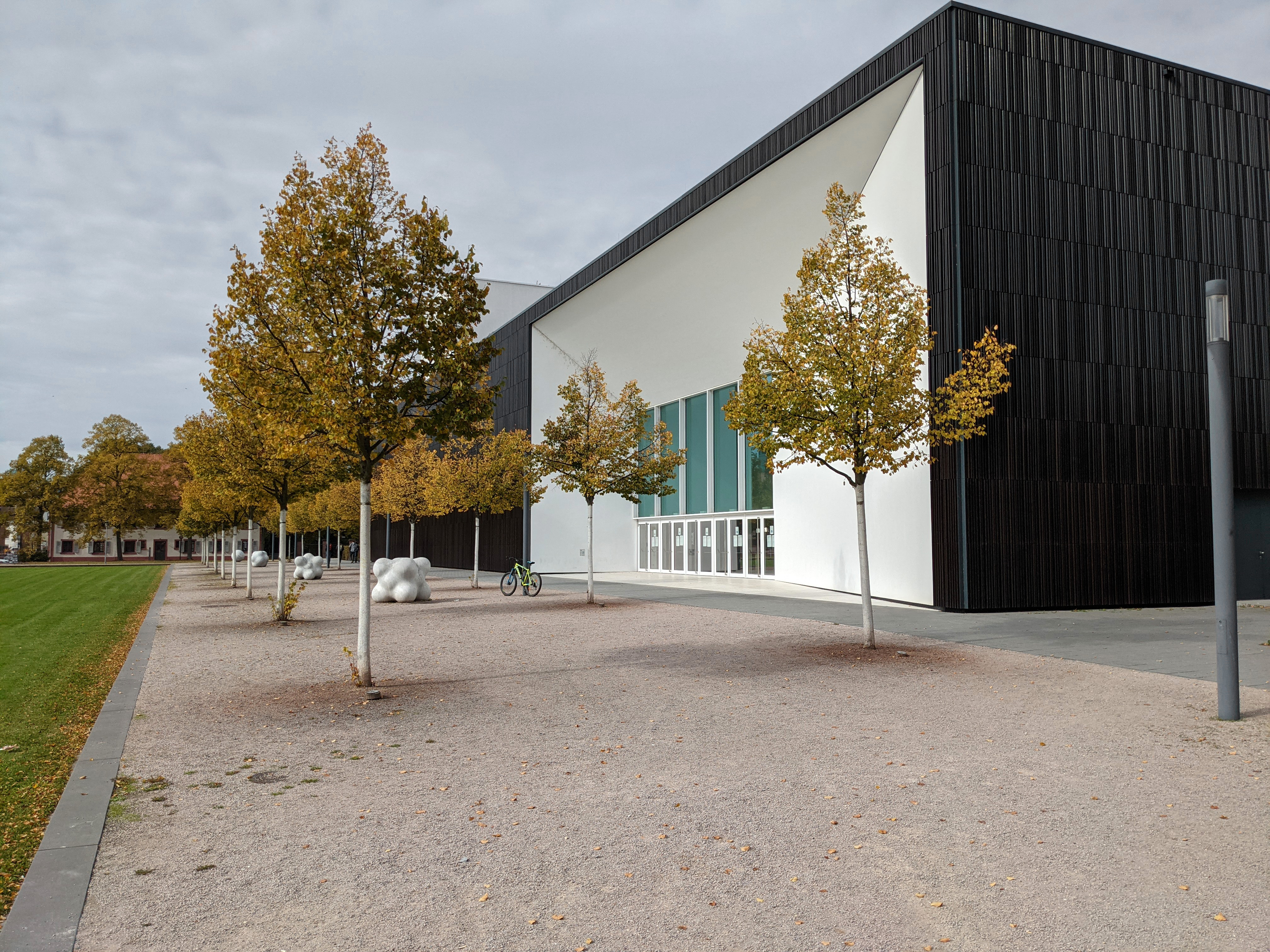
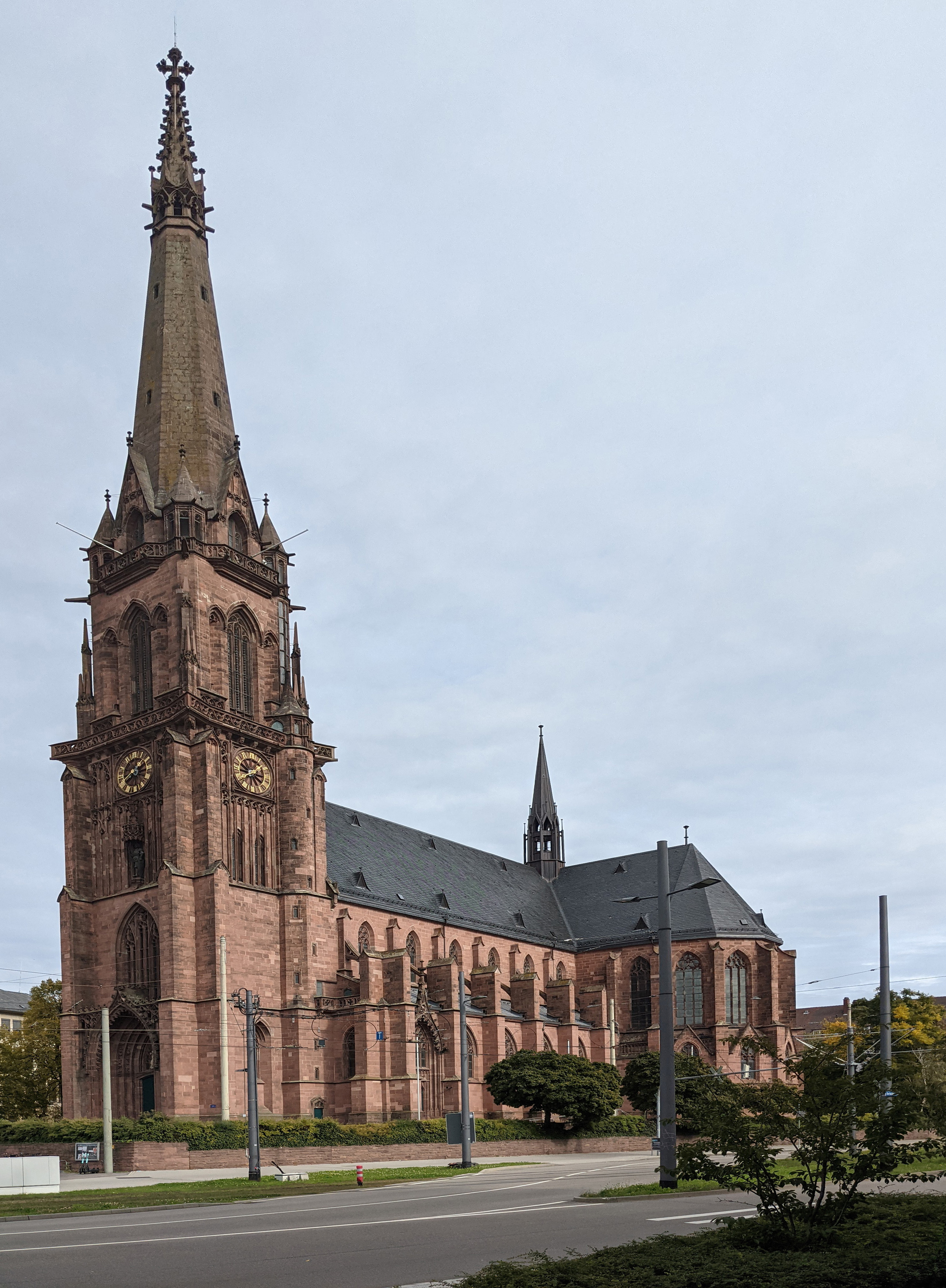
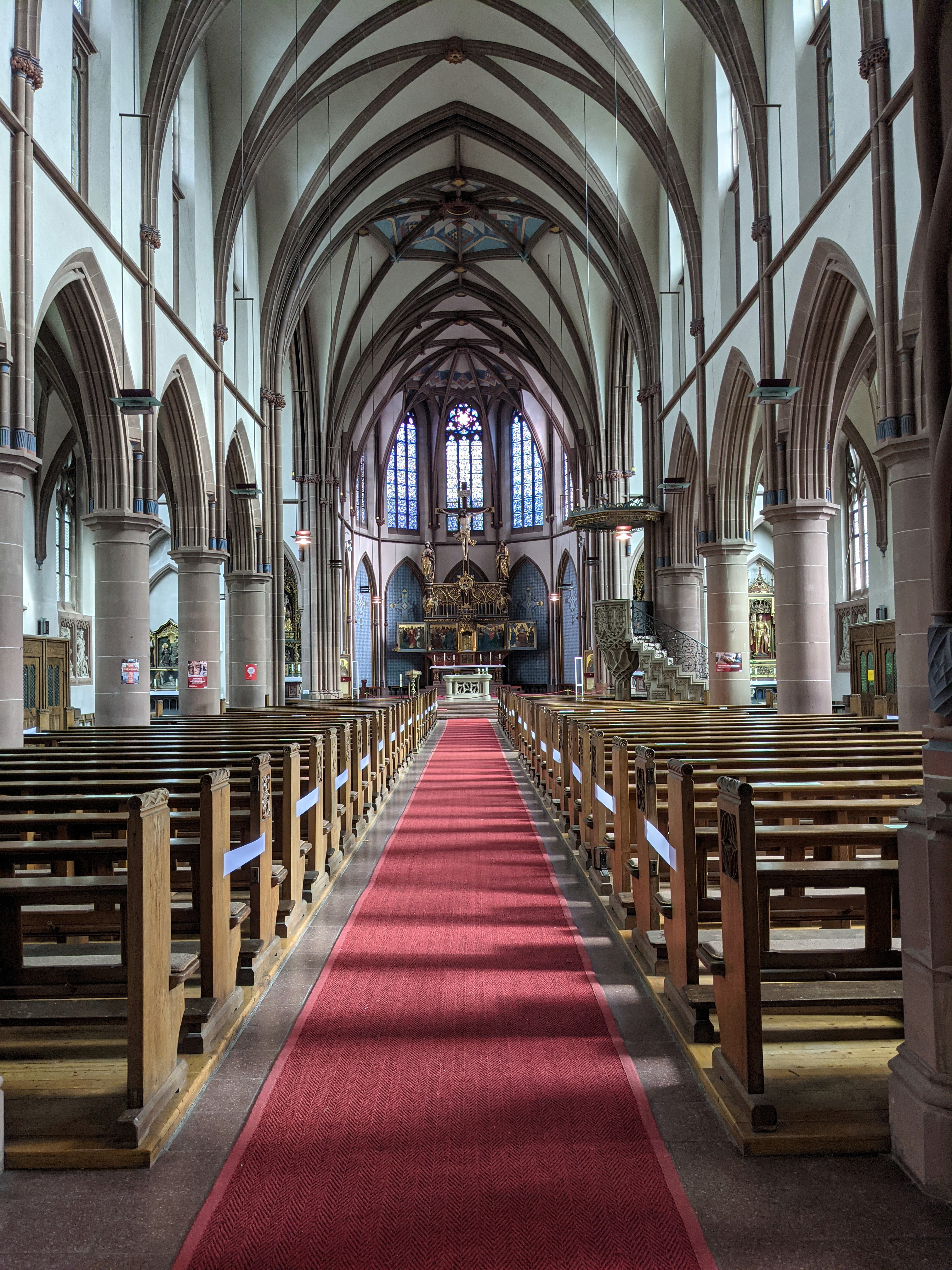